# Grand Prix automobile de Hongrie 1987
Résultats du Grand Prix automobile de Hongrie de Formule 1 1987 qui s'est disputé sur l'Hungaroring le 9 août.

## Classement
| Pos. | No | Pilote             | Écurie                 | Tours | Temps/Abandon                      | Grille | Points |
| ---- | -- | ------------------ | ---------------------- | ----- | ---------------------------------- | ------ | ------ |
| 1    | 6  | Nelson Piquet      | Williams-Honda         | 76    | 1 h 59 min 26 s 793 (153,239 km/h) | 3      | 9      |
| 2    | 12 | Ayrton Senna       | Lotus-Honda            | 76    | + 37 s 727                         | 6      | 6      |
| 3    | 1  | Alain Prost        | McLaren-TAG            | 76    | + 1 min 27 s 456                   | 4      | 4      |
| 4    | 20 | Thierry Boutsen    | Benetton-Ford          | 75    | + 1 tour                           | 7      | 3      |
| 5    | 7  | Riccardo Patrese   | Brabham-BMW            | 75    | + 1 tour                           | 10     | 2      |
| 6    | 17 | Derek Warwick      | Arrows-Megatron        | 74    | + 2 tours                          | 9      | 1      |
| 7    | 3  | Jonathan Palmer    | Tyrrell-Ford           | 74    | + 2 tours                          | 16     |        |
| 8    | 18 | Eddie Cheever      | Arrows-Megatron        | 74    | + 2 tours                          | 11     |        |
| 9    | 4  | Philippe Streiff   | Tyrrell-Ford           | 74    | + 2 tours                          | 14     |        |
| 10   | 16 | Ivan Capelli       | March-Ford             | 74    | + 2 tours                          | 18     |        |
| 11   | 24 | Alessandro Nannini | Minardi-Motori Moderni | 73    | + 3 tours                          | 20     |        |
| 12   | 26 | Piercarlo Ghinzani | Ligier-Megatron        | 73    | + 3 tours                          | 25     |        |
| 13   | 14 | Pascal Fabre       | AGS-Ford               | 71    | + 5 tours                          | 26     |        |
| 14   | 5  | Nigel Mansell      | Williams-Honda         | 70    | Écrou de roue                      | 1      |        |
| Abd. | 21 | Alex Caffi         | Osella-Alfa Romeo      | 64    | Panne d'essence                    | 21     |        |
| Abd. | 25 | René Arnoux        | Ligier-Megatron        | 57    | Panne électrique                   | 19     |        |
| Abd. | 30 | Philippe Alliot    | Larrousse-Ford         | 48    | Accident                           | 15     |        |
| Abd. | 9  | Martin Brundle     | Zakspeed               | 45    | Turbo                              | 22     |        |
| Abd. | 27 | Michele Alboreto   | Ferrari                | 43    | Moteur                             | 5      |        |
| Abd. | 8  | Andrea De Cesaris  | Brabham-BMW            | 43    | Boîte de vitesses                  | 13     |        |
| Abd. | 2  | Stefan Johansson   | McLaren-TAG            | 14    | Différentiel                       | 8      |        |
| Abd. | 19 | Teo Fabi           | Benetton-Ford          | 14    | Boîte de vitesses                  | 12     |        |
| Abd. | 23 | Adrian Campos      | Minardi-Motori Moderni | 14    | Extincteur                         | 24     |        |
| Abd. | 28 | Gerhard Berger     | Ferrari                | 13    | Différentiel                       | 2      |        |
| Abd. | 10 | Christian Danner   | Zakspeed               | 3     | Panne électrique                   | 23     |        |
| Abd. | 11 | Satoru Nakajima    | Lotus-Honda            | 1     | Transmission                       | 17     |        |

## Pole position et record du tour
- Pole position : Nigel Mansell en 1 min 28 s 047 (vitesse moyenne : 164,121 km/h).
- Meilleur tour en course : Nelson Piquet en 1 min 30 s 149 au 63e tour (vitesse moyenne : 160,295 km/h).

## Tours en tête
- Nigel Mansell : 70 (1-70)
- Nelson Piquet : 6 (71-76)

## À noter
- 19e victoire pour Nelson Piquet.
- 36e victoire pour Williams en tant que constructeur.
- 23e victoire pour Honda en tant que motoriste.